# Partaloa (kommun)
Partaloa är en kommun i Spanien.   Den ligger i provinsen Provincia de Almería och regionen Andalusien, i den sydöstra delen av landet, 400 km söder om huvudstaden Madrid. Antalet invånare är 969. Arean är 53 kvadratkilometer. Partaloa gränsar till Albox.
Terrängen i Partaloa är kuperad åt nordväst, men åt sydost är den platt.